# 克羅嫩湖

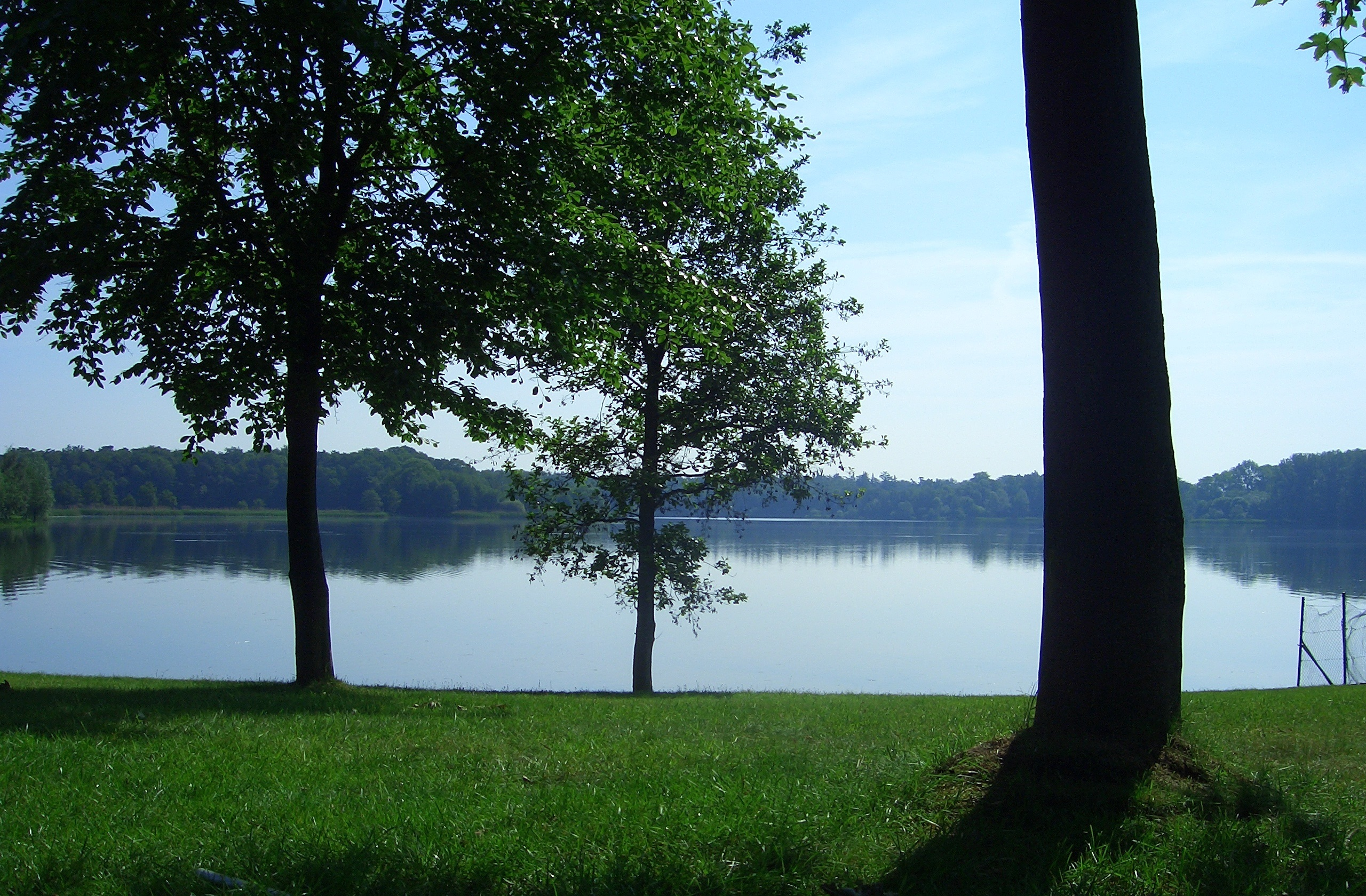

克羅嫩湖（德語：Kronensee），是德國的湖泊，位於該國西北部，由下薩克森州負責管轄，處於奧斯納布呂克縣，面積0.4平方公里，海拔高度47米，最大水深14米。